# Sergievsk
Sergievsk (in russo Сергиевск?) è un villaggio dell'oblast' di Samara in Russia; è il centro amministrativo del distretto Sergievskij.
Si trova sulla riva destra del fiume Sok, 100 km a nord-est di Samara.